# Amphoe Kaeng Sanam Nang
Amphoe Kaeng Sanam Nang (Thai: อำเภอ แก้งสนามนาง) ist ein Landkreis (Amphoe – Verwaltungs-Distrikt) im Norden der Provinz Nakhon Ratchasima. Die Provinz Nakhon Ratchasima liegt in der Nordostregion von Thailand, dem so genannten Isan. 

## Geographie
Amphoe Kaeng Sanam Nang grenzt an die folgenden Landkreise (von Norden im Uhrzeigersinn): an die Amphoe Mueang Chaiyaphum und Khon Sawan in der Provinz Chaiyaphum, an Amphoe Waeng Noi der Provinz Khon Kaen, sowie an die Amphoe Bua Yai und Ban Lueam in der Provinz Nakhon Ratchasima.

## Geschichte
Kaeng Sanam Nang wurde am 7. Januar 1986 zunächst als „Zweigkreis“ (King Amphoe) eingerichtet, indem die vier Tambon Kaeng Sanam Nang, Non Samran, Bueng Phalai und Si Suk vom Amphoe Bua Yai abgetrennt wurden.
Am 20. Oktober 1993 wurde er offiziell zum Amphoe heraufgestuft.

## Verwaltung

### Provinzverwaltung
Der Landkreis Kaeng Sanam Nang ist in 5 Tambon („Unterbezirke“ oder „Gemeinden“) eingeteilt, die sich weiter in 56 Muban („Dörfer“) unterteilen.
| Nr. | Name             | Thai       | Muban | Einw.  |
| --- | ---------------- | ---------- | ----- | ------ |
| 1.  | Kaeng Sanam Nang | แก้งสนามนาง | 12    | 08.889 |
| 2.  | Non Samran       | โนนสำราญ   | 11    | 07.366 |
| 3.  | Bueng Phalai     | บึงพะไล     | 15    | 10.713 |
| 4.  | Si Suk           | สีสุก        | 09    | 04.751 |
| 5.  | Bueng Samrong    | บึงสำโรง    | 09    | 05.498 |

### Lokalverwaltung
Es gibt eine Kommune mit „Kleinstadt“-Status (Thesaban Tambon) im Landkreis:
- Bueng Samrong (Thai: เทศบาลตำบลบึงสำโรง), bestehend aus dem gesamten Tambon Bueng Samrong.

Außerdem gibt es vier „Tambon-Verwaltungsorganisationen“ (องค์การบริหารส่วนตำบล – Tambon Administrative Organizations, TAO):
- Kaeng Sanam Nang (Thai: องค์การบริหารส่วนตำบลแก้งสนามนาง)
- Non Samran (Thai: องค์การบริหารส่วนตำบลโนนสำราญ)
- Bueng Phalai (Thai: องค์การบริหารส่วนตำบลบึงพะไล)
- Si Suk (Thai: องค์การบริหารส่วนตำบลสีสุก)